# سگ‌های ایرانی

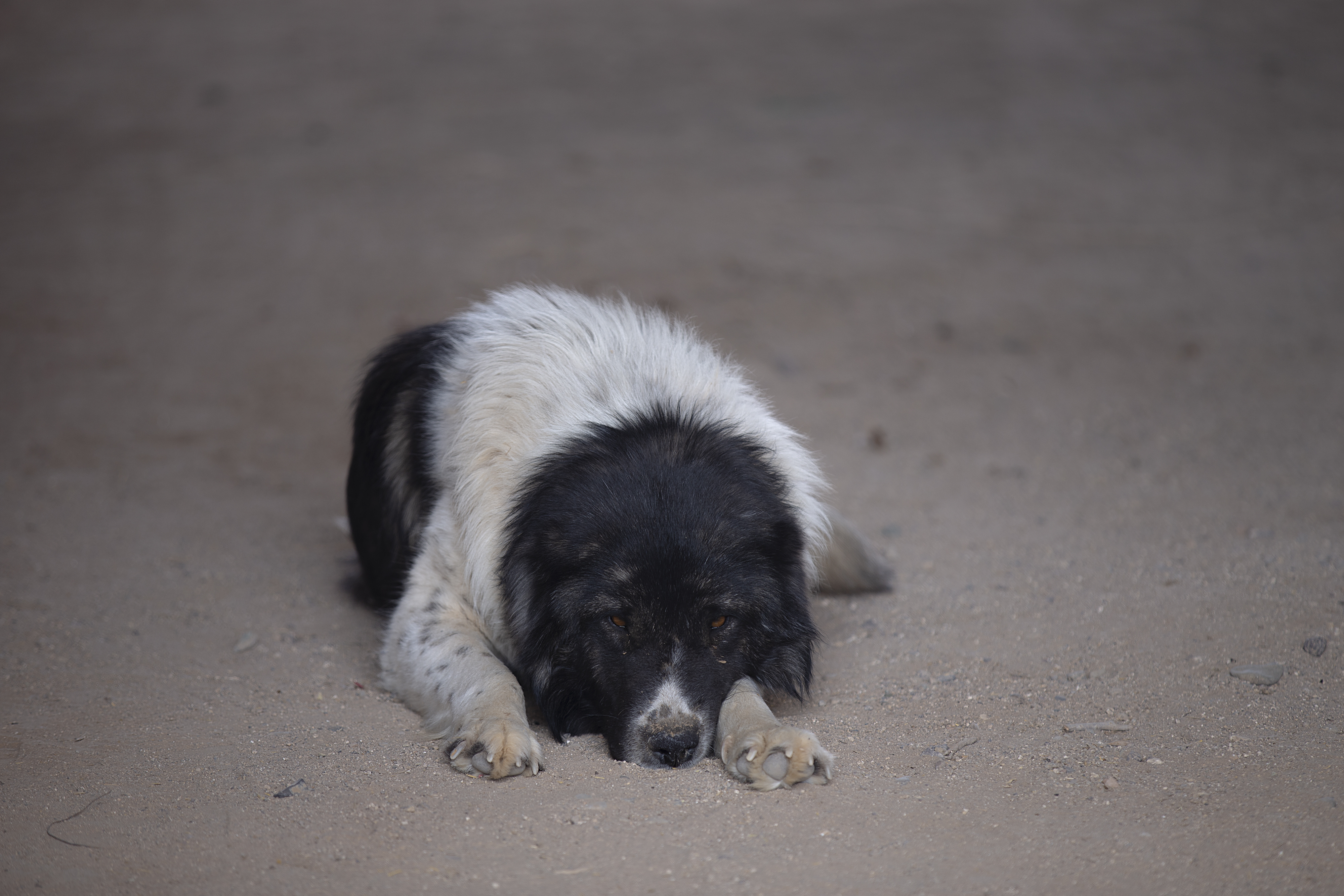
عکس از یک سگ قهدریجانی ایرانی در پارک ملی کویر

سگ‌های ایرانی به نژادهای سگ که در ایران به صورت بومی زندگی می‌کنند گفته می‌شود. در ایران نژادهای گوناگونی از سگ‌ها وجود دارد که عبارتند از:
- سگ پژدر سگ کردی[۱]
- سگ تازی (سالوکی) با ۱۴هزار سال قدمت[۱]
- سگ خراسانی قدمت به سلسله اشکانیان حدود ۲هزار سال[۱]
- سگ قهدریجانی[۱]
- سگ تالشی (سگ گالشی ، هیرکانی قدیم) قدمت به بیش از ۳هزار و ۵۰۰ سال
- سگ فیندو
- سگ سرابی[۱]
- سگ شاهسون[۱]
- سگ ریشی ایرانی
- سگ سرحد
- سگ زاگرسی در مناطق زاگرس نشین ایران
- سگ خوزق  سگ خوزستان، که دارای جثه کوچکتر و مقاوم دربرابر گرما.